# Lumen
Lumen (лат. lumen «свет») — российская рок-группа из Уфы, основанная в 1998 году.

## История

### Ранние годы (1996—2000)
В 1996 году будущий ударник Lumen Денис Шаханов переехал в спальный район Сипайлово города Уфы и они с Игорем Мамаевым, будущим гитаристом группы, стали соседями. Увлечение рок-музыкой дало им много общих интересов, и в 1996 году они стали играть песни любимых групп. Не обладая хорошими вокальными данными, они приглашали своего друга Рената Бикбаева и вместе устраивали импровизированные концерты для друзей в подъездах. Но Ренат был больше увлечен игрой в КВН и парни стали искать нового вокалиста. Тогда они решили позвать одноклассника — Рустема Булатова, который тоже был большим любителем рок-музыки и к тому же писал стихи. Он тоже был знаком с Игорем, так как все трое учились в средней школе № 84 (ныне Татарская гимназия № 84). Перепевая песни русских рок-групп, они быстро поняли, что хотят большего и стали пытаться придумать собственные песни. Параллельно начался поиск помещения для репетиций и музыкальных инструментов, так как кроме двух акустических гитар самарского производства и шейкера из банки кофе не было ничего. Так сложился костяк будущей группы Lumen, который и на сегодняшний день остается неизменным.
В 1997 году группа получила комнату в местном молодёжном центре и два пионерских барабана в школе, начались первые репетиции. В тот период они представляли свою группу как классический квинтет (барабаны, бас, две гитары, вокал), в связи с чем достаточно долго пытались найти второго гитариста и человека, который знал, что такое бас. Перепробовав множество вариантов, на вторую гитару позвали Евгения Огнёва, который учился в той же школе и был знакомым Гарика. Место бас-гитариста по-прежнему было вакантно. За этот год в репетициях так или иначе приняли участие: Александр Хара, Кирилл Kill, Рустик Китаец, Дима Corpse.
В 1998 году Евгений Огнёв сменил инструмент с гитары на бас-гитару.
Во второй половине 1999 года Lumen получает ряд наград, помогающих коллективу обрести популярность. Первой победой было первое место на ежегодном конкурсе среди ВИА ССУЗов, где коллектив смог выступить во время празднования юбилея наряду с четырьмя другими местными группами. Следующим достижением стал гран-при Республиканского открытого фестиваля «Золотой стандарт» в ноябре 1999 года.
За время выступления на многочисленных фестивалях коллектив изменил характер музыки в сторону более открытых и правдивых текстов. Кроме того, в составе Lumen появился ещё один участник — клавишник Артур Вильданов. Помимо Артура к фестивалю «Звёзды XXI века» к группе присоединилась скрипачка Ольга, ученица Института искусств. В таком составе под конец года Lumen выступил на концерте в Белорецке совместно с группой Nota Bene.
9 февраля 2000 года Lumen выступил на фестивале местных команд «Мы вместе». 12 февраля в кинотеатре «Смена» состоялся первый концерт, посвящённый дню рождения группы.

### Первые релизы и начало популярности (2001—2003)
14 января 2001 года состоялась запись программы группы в клубе «Навигатор», которая стала основой для альбома «Live in Navigator club», выпущенного в 2002 году. В том же году группа выпустила макси-сингл «Пассатижи». В студии же «Навигатор» шла работа и над дебютным альбомом Lumen, его записывал звукорежиссёр Влад Савватеев. Одна из песен с будущей пластинки, «Сид и Нэнси», попадает в эфир «Нашего радио» и становится хитом: песня продержалась больше двух месяцев в чарте радиостанции. Вслед за этим Lumen поступает приглашение в Москву на фестиваль «Чартова дюжина». Первое по-настоящему крупное выступление проходит на ура, и по сей день музыканты считают это событие переломным в их карьере.
В 2003 году вышел первый полноценный альбом группы — «Без консервантов», в который вошли, помимо прочих, собственный вариант песни «Харакири» группы «Гражданская оборона» и одна из немногих песен на башкирском/татарском языке «Урманга».

### Три пути и Свобода (2004—2006)
В 2004 году группа выбирает новую выпускающую компанию и начинает работать с Вадимом Базеевым (продюсером и директором небольшого московского лейбла «Музыка-Вдох»). Вышедший в этом году диск «Три пути» продолжает направление, заданное первым альбомом: Lumen продолжают писать хлёсткие «проблемные» песни. Две из них, «C4» и «Сколько?», тем не менее, снова попадают на радиостанции. Популярность Lumen выходит на новый виток: на региональных фестивалях группа выступает в статусе хедлайнера и ежегодно получает приглашения на крупнейшие российские фестивали. После выхода релиза состоялся первый российский тур Lumen, насчитывающий более 40 городов.
Летом 2005 года выходит концертный альбом «Одной крови», куда входят 2 новых трека — «Не спеши» и «Благовещенск (02)» Песня «Не спеши» становится радиосинглом. В октябре состоялся ещё один релиз — новый студийный альбом «Свобода», записанный в Уфе бессменным звукорежиссёром группы Владом Савватеевым. Саунд группы стал жёстче, песни «Детки» и «Думаешь нет, говоришь да» (кавер-версия группы «НАИВ») снова попадают в радиоэфир. Презентация диска прошла в крупном московском клубе «Апельсин».
Весной 2006 года Lumen успешно выступает на главной московской рок-площадке — в легендарной «Горбушке», состоявшийся в тот же период концерт в питерском клубе «Порт» снимается на видео и становится первым официальным DVD-релизом группы, который получает название «Дыши». Из лучших моментов записанного концерта режиссёр Женя Прист монтирует видео на песню «Государство» — трек, который не попадает ни на одну радиостанцию, но становится одним из самых «заказываемых» аудиторией на телеканале A-One..

### Правда? и Буря (2007—2008)
Отыграв концертный тур, Lumen сразу отправляются в студию записывать новый альбом. Работа над диском «Правда?» оказывается самой тяжёлой из всех предыдущих записей. Жёсткий темп, почти круглосуточная работа на студии «Снеговик», самофинансирование, и, как следствие, очень сжатые сроки. В команде появляются разногласия, по окончании работы над диском (и за несколько недель до начала тура) из группы уходит басист Джон. Тем не менее, ни один из запланированных концертов в поддержку альбома не отменяется — в качестве сессионного музыканта в группу приглашается Евгений «Шмель» Тришин, который становится постоянным участником группы.
В начале апреля группа презентует новую программу «Правда?» в самом крупном столичном клубе «Б1 Maximum», а несколько недель спустя группа побеждает в номинации «Лучшая новая группа» на XI Премии журнала Fuzz. Альбом «Правда?» появляется на прилавках магазинов в конце мая. Также вышел новый DVD «Буря», запечатлевший осеннее выступление в клубе «Б1 Maximum». Программа была построена преимущественно на песнях с диска «Правда?». Тур в поддержку альбома стал новым рекордом для группы — он насчитывал больше 60 концертов. В конце года последовала ещё одна награда: Lumen победили на премии RAMP, учрежденной телеканалом A-One, сразу в двух номинациях — «Альбом года» и «Группа года».
Начало 2008 года ознаменовалось для группы продолжительным и самым обширным туром «Буря», причём на этот раз он охватил не только города России (от Калининграда до Владивостока), но и страны СНГ.
Альбом «Правда?» выиграл в номинации «Лучший альбом» на XII Премии журнала Fuzz.
Вопреки желанию группы выпущен альбом-сборник «The Best».
Выходит интернет-сингл «TV No More». Вместе с этим объявляется конкурс на лучший сценарий клипа по этой же песне.
23 августа группа выступила на рок-фестивале «Мегадрайв».
11 октября группа выигрывает в номинации «Лучшая группа» конкурса RAMP.
29 ноября состоялся завершающий концерт тура «Буря». Он прошёл в Москве, в МСА «Лужники» и включил в себя также и акустическую часть.

### Мир и Лабиринт (2009—2011)
Начало 2009 года прошло бурно: 1 марта в Краснодаре парни начинают запись нового альбома. Они запланировали его издание на конец апреля, в мае начнётся новый концертный тур.
С 22 апреля на сайте группы каждый день, две недели подряд появлялось по одной песне из нового альбома «Мир». Каждый трек был доступен для скачивания только день и в ознакомительном качестве. Официальный релиз альбома состоялся 18 мая.
23 и 24 мая состоялась презентация нового альбома в Москве, группа дала концерты в ДК Горбунова.
26 мая должен был состояться концерт группы в екатеринбургском «Дворце молодёжи», однако после агрессивных действий фанатов (разбитые стёкла дворца) концерт был перенесен в Tele-Club на 28 мая.
26 июля Lumen выступил на разогреве у Linkin Park, на концерте в Санкт-Петербурге в рамках фестиваля Tuborg Greenfest.
Также 8 августа они приняли участие в фестивале «Уроки русского», который состоялся в Зелёном театре Парка Горького в Москве.
28 октября на премии RAMP победили в номинации «Альбом года».
26 ноября в кинопрокат вышел художественный фильм «На игре», в саундтрек к которому вошла песня «Беги» из альбома «Мир». Начинаются съёмки клипа на песню «Вся вера и любовь этого мира», режиссёром которого стал Иван Егоров (студия Havefun Visuals).
«Москва: 3 дня, 3 сцены, 3 концерта!» — под таким лозунгом группа сыграла в клубах «Икра» 10 декабря, «Точка» 11 декабря и в ДК Горбунова 12 декабря. На концертах звучали песни из альбомов «Буря» и «Мир». В ДК Горбунова и «Точке» также по просьбе зрителей сыграли песни «Одной крови» и «Сид и Нэнси».
25 декабря вышел клип «Вся вера и любовь этого мира». ТВ-премьера состоялась 26 декабря в передаче «Свежак» в 18:00.
Акция «МИР» продлена в 2010 году до окончания тура. Год начался продолжением тура.
В феврале проходили съёмки клипа «Лабиринт». Клип вышел 28 марта на телеканале A-One.
В мае завершился концертный тур «МИР», начавшийся в мае 2009 года. Точкой стали концерты, которые прошли 21 и 22 мая в Москве («ГЛАВCLUB» в ДК Горбунова) и 23 мая в Санкт-Петербурге («ГЛАВCLUB»). Программа этих концертов отличалась от той, что была в туре. Кроме того, к этим выступлениям были выпущены специальные издания «Мира» — коллекционное издание (CD + DVD) и электронная версия. Альбом содержал дополнительные материалы: документальный фильм «Record „Мира“», в котором все участники рассказали о том, как создавался и записывался альбом, а также видеоклипы. В оформлении этих изданий использовалась фотосерия, иллюстрирующая все песни с альбома, которая сделана с давним другом, фотографом Дмитрием Журавлёвым. Двойное издание выходит ограниченным тиражом. Непосредственно перед началом концертов состоялась премьера фильма «Record „Мира“», который был показан в московском и питерском «Главклабе» на больших экранах.
27-29 августа группа приняла участие в фестивале TornadO (Миасс, берег озера Тургояк, детский лагерь имени Зои Космодемьянской). Группа была приглашена в качестве хэдлайнера и выступила на ежегодном рок-фесте, где сыграла свою новую композицию «Марш согласных». Информацию по фестивалю можно найти здесь.
В конце 2010 года группа завершила тур «Лабиринт». Во время концертов музыканты записали новый материал для живого альбома. Интересно, что новый альбом Lumen записывали не во время одного концерта, как это обычно бывает во время записи лайва. Музыканты решили провести эксперимент и записать каждое выступление тура «Лабиринт», чтобы потом включить в диск по одной песне из каждого города.
2011 год для группы начинается с объявления конкурса ROCK BANDA, в котором могли принять участие любые непрофессиональные коллективы, состоящие из двух и более участников. Для участия в конкурсе нужно было сделать кавер-версию на одну из песен тура «Лабиринт», записать её исполнение на видеокамеру и выложить видео в сеть. Лучшая ROCK BANDA получила в качестве приза комплект музыкальных инструментов: микрофон, гитару, бас и барабанную установку. Акция привлекла большое внимание. За четыре недели в конкурсе приняло участие почти 300 коллективов из России, Украины, Белоруссии, Казахстана и других стран, записи которых посмотрели десятки тысяч зрителей. В связи с этим приём работ на конкурс был продлён на две недели.
31 марта в московском клубе «Точка» состоялось сразу два события: финал конкурса ROCK BANDA и релиз лайв-альбома «Лабиринт». Все песни альбома были выложены в формате mp3 на официальной странице группы в соцсети «ВКонтакте». Альбом издался лимитированным тиражом на двух дисках в формате диджипак. Диск можно приобрести только в интернет-магазине группы, а также на будущих концертах.
Сразу после выхода «Лабиринта» группа приступила к работе над новым альбомом. Сроки выхода будущего диска, который станет шестой номерной пластинкой коллектива, не были оговорены — музыканты решили не торопиться. Для нового диска группа решила написать от тридцати до сорока песен, и только потом выбрать из них лучшие, которые и попадут на пластинку.
20 мая состоялась премьера нового видео на песню «Не надо снов», которое появилось в результате знакомства и сотрудничества с художником Альбертом Урмановым.
Вся весна и лето прошли для группы в репетициях. Lumen лишь изредка появлялись на летних фестивалях, но появлялись с сюрпризами. Так, 5 июня в Санкт-Петербурге во время концерта на спортивном празднике «Урбанатлон» группа представила новую песню «Сталь», а 30 июля на фестивале Kubana исполнила новую композицию «Небо в огне».
Осенью группа решила сделать небольшой перерыв в работе над новым альбомом и 1 ноября отправилась в тур, который получил название «Остаться собой!». География небольшого осеннего тура оказалась очень обширной. В него были включены города России, Белоруссии и Украины. В туре группа представила публике три новые, очень отличающиеся друг от друга песни: «Не простил», «Дух времени» и «Птица».
Последним событием, которым Lumen порадовали своих поклонников в 2011 году, явилось видеозапись концерта в Екатеринбурге, которая случилась достаточно спонтанно, во время тура «Лабиринт».

### На части (2012)
Первых два месяца характеризовались полным затишьем для Lumen — не было ни концертов, ни интервью, ни новостей на сайте. Стало известно лишь о том, что после завершения тура «Остаться собой!» группа вернулась в студию, чтобы продолжить работу над новым альбомом. Дата издания не была определена, новый концертный тур в его поддержку планировался на начало осени. До этого момента группа сообщила, что будет играть только на фестивалях, первый из них состоялся 7 марта — «Чартова дюжина» на московской площадке «Крокус сити-холл».
Весной, пока жизнь группы целиком занимала студийная работа над новым альбомом, Lumen предложили своим поклонникам принять участие в конкурсе-фестивале, который получил название Rock Smena, и стал возможен благодаря поддержке компании Sennheiser. Итоги были подведены 20 мая на сцене московского клуба Б2, победителем фестиваля стала молодая белорусская группа Nizkiz из Могилёва.
9 июня по информации официального сайта группы стало известно, что работа над новым альбомом близка к завершению. Группа работает над сведением песен вместе с инженером Робом Хиллом. Также стало известно, что альбом будет двойным. Первая часть выйдет в начале осени 2012-го, а вторая — уже в 2013 году, в первых числах октября начнётся концертный тур.
14 сентября «Наше Радио» эксклюзивно представило песню «Не простил» в эфире — премьера и интервью с Тэмом в программе «Чартова дюжина». По словам Булатова, в осенней части тура будут города центральной части России, Украины, и Беларуси, а весной последует продолжение по городам дальних регионов.
Новый альбом «На части» был представлен для свободного прослушивания 25 сентября на портале «Яндекс», а 1 октября выпущен на компакт-дисках лейблом «Монолит». В интернет-магазинах альбом появился 28 сентября, цифровой дистрибуцией занялась компания «М2БА».
1 ноября 2012 на Youtube был опубликован клип на песню «Не простил», в котором использованы съёмки разгона полицией «Марша миллионов» в Москве 6 мая.

### Нет времени для любви (2013)
27 февраля в программе «Вечерний Ургант» группа исполняет песню «Небо в огне».
12 апреля выходит клип «На части», который был снят режиссёром Егором Абраменко.
24 апреля закончился тур в поддержку первой части альбома «На части», который охватил 60 городов России, Украины, Белоруссии, Казахстана, Литвы, Латвии и Эстонии.
Специально для концертов 31 мая в Санкт-Петербурге и 1 июня в Москве, которые стали границей между двумя частями альбома, группа подготовила программу, получившую название «Рубеж». В неё вошли песни со всех альбомов, многие из которых давно не игрались вживую. В Москве концерт прошёл на открытом воздухе в Зелёном театре Парка Горького, а в Санкт-Петербурге — на новой для Lumen площадке — в самом вместительном клубе A2.

25 мая вышло новое видео на песню «Карусель». На сайте группы появилась следующая новость: 
«Наверное, многим знакомо ощущение, когда ты чувствуешь себя невидимкой или зрителем спектакля или фильма. Ты как будто находишься вне времени, наблюдаешь за происходящим… В такие моменты кажется, что ощущаешь скорость движения планеты, её вращение. Чувствуешь общность всех людей, оказавшихся на этой карусели, и их разрозненность. Все мысли, которые мы вложили в эту песню, очень точно передаёт видео, которое снял режиссёр и оператор Евгений Тамецкий. К слову, „Карусель“ — единственная с альбома „На части“, над которой работал не Роб Хилл, а Нил Комбер — аудиоинженер студии Metropolis, UK».
13 сентября состоялась премьера сингла «Прости» с альбома «Нет времени для любви» на «Нашем Радио».
20 сентября с 13:00 для свободного прослушивания на сайте «Нашего Радио» стали доступны пять песен из нового альбома группы («Сам», «Один ответ», «Кроме любви», «С тобой», «Ангелы здесь»).
23 сентября группа представила слушателям вторую часть альбома «На части» — «Нет времени для любви». Релиз стал доступен эксклюзивно в магазине iTunes. Большинство песен, которые Lumen исполняли в рамках тура «На части» и на концертах 31 мая и 1 июня, в альбом не вошли.
Песня «Прости» две недели занимала первую позицию в хит-параде «Чартова дюжина» на «Нашем Радио».
В первую половину тура НВДЛ (ноябрь-декабрь) вошло 22 города России, Белоруссии и Украины.
25 октября Lumen снова объявили конкурс Rock Smena. Три категории («Музыка», «Видео» и «Фото»), у каждой свои правила. На этот раз каверы должны были быть акустическими. Финал состоялся в формате фестиваля 26 ноября 2013 года в московском клубе «Театръ», где выступили семь наиболее интересных музыкальных коллективов, а также были названы победители во всех категориях и вручены призы.

### Акустика (2014)
В марте группа продолжила тур в поддержку акустической пластинки «Нет времени для любви».
18 февраля на сайте Planeta.ru начали сбор средств на запись нового живого альбома, который планировался полностью акустическим.
8 марта вышел клип на песню «Ангелы здесь», снова снятый Евгением Тамецким.
14 марта — выход клипа на песню «Кроме любви». Также песня стала очередным радиосинглом группы.
12 апреля в истории группы произошло памятное событие — первое выступление за пределами СНГ — на фестивале Peepl Rock, проходившем в немецком городе Вупперталь. Также это первое электрическое выступление группы в 2014 году.
14 апреля на сайте группы стал доступен Lumen Player — программа для начинающих музыкантов. С её помощью можно подбирать отдельные инструментальные партии песен, попробовать сыграть вместе с группой или придумать собственную партию под аккомпанемент группы.
19 апреля в театрально-культурном центре им. Мейерхольда (Москва) состоялась запись нового концертного альбома — «Акустика».
13 мая был представлен новый клип группы на песню «Небо в огне» с альбома «На части». Режиссёром выступил Андрей Кочкин.
5 августа группа отменила своё выступление на фестивале «Захид» в связи со сбором средств для военных действий на востоке Украины.
26 августа в официальном фан-клубе группы во «ВКонтакте» было объявлено, что новый концертный альбом «Акустика» выйдет 29 августа для акционеров сайта Planeta.ru и 30 августа появится в «Айтюнсе» и на других ресурсах.
6 декабря в Stadium Live состоялась запись электрического концерта, выпуск которого назначен на весну 2015 года.

### Всегда 17 — всегда война (2015)
После окончания второй части тура «Небо в огне» Lumen занялись монтажом нового концертного альбома «Всегда 17 — всегда война».
Релиз для акционеров на Planeta.ru был назначен на 25 мая. 26 мая видео появилось на официальном Youtube-канале группы. 27 мая появилась аудиоверсия альбома на ресурсе Яндекс.Музыка, а также на сайте группы. В новом концертном альбоме «Всегда 17 — всегда война» были представлены новые песни «Учились жить» и «Никто не будет в стороне». Также совместно с группой «Порнофильмы» была записана песня «Наши имена».
В ноябре 2015 года в официальной группе «ВКонтакте» был объявлен конкурс текстов для сингла антивоенной песни «Голоса мира». Лучшие строки были отобраны и отредактированы. Премьера песни состоялась 11 марта 2016 года на «Нашем Радио». Сам Рустем Булатов называет эту песню народной.

### Хроника бешеных дней (2016—2017)
Во время второй части тура «Всегда 17 — всегда война» были представлены ещё две новые песни «Сын. Дом. Дерево.» и «Зов».
3 июня в программе «Чартова Дюжина» в рубрике трибьют-проекта, посвященного поэту Илье Кормильцеву, состоялась премьера новой песни «За то, чего нет».
16 июля Lumen выступили на фестивале «Улетай» в Удмуртии и на других региональных фестивалях в качестве хедлайнера.
30 сентября стартовал проект на Planeta.ru со сбором средств на новый студийный альбом группы. Вместо запланированных 800 тысяч рублей было собрано более миллиона.
11 октября в официальной группе «ВКонтакте» состоялся релиз видеоклипа «Истина» из будущего альбома «Хроника бешеных дней».
10 декабря в интернете был представлен новый альбом. 13 декабря «Хроника бешеных дней» стала доступна «ВКонтакте».
7-9 июля 2017 года группа выступила на фестивале Нашествие, где совместно с Юрием Шевчуком исполнила песню ДДТ «В бой».

### XX лет (2018)
Группа отметила 20-летний юбилей. В честь этого события был организован большой гастрольный тур, в первой части которого музыканты отыграли электрическую программу, а во второй — акустическую. 2 марта группа выпустила сборник, состоящий из компиляции 20 песен, выбранных народным голосованием, а также раннее не изданная песня «Домой».
Также был выпущен сборник неизданного материала «Забытое и найденное».

### Культ пустоты (2019)
Коллектив выпустил мини-альбом «Культ Пустоты», саундтрек к комиксу о Бэтмене «Тёмные ночи. Бэтмен. Металл» и концертный альбом «XX LIVE». На фестивале «Нашествие» группа снова, как и два года назад, выступила с Юрием Шевчуком.

### Покажите солнце (2020)
17 июля 2020 года группа выпустила девятый студийный альбом «Покажите солнце». В режиме самоизоляции большая часть песен были записана не в студии, а дома у каждого участника отдельно. Сведение и мастеринг так же были сделаны Игорем Гариком Мамаевым в домашних условиях. В записи принял участие Юрий Шевчук, совместно с которым музыканты исполнили его песню «В бой». Первый сингл с альбома — «Смерч» увидел свет 6 марта. Второй сингл — «Хороший царь и знакомая вонь» вышел 3 апреля. Песня представляет собой новый вариант композиции Егора Летова, написанной в середине 1980-х годов. Третий сингл — «Весна», посвящённый актуальным событиям пандемии коронавируса и конституционной реформе, появился 14 апреля. Четвёртый сингл — «Не сейчас» вышел 27 мая. На эту песню музыканты создали видеоклип, смонтированный из фанатских роликов.
19 июня группа выпустила кавер-версию песни ДДТ «Не стреляй», предназначенную для трибьют-альбома коллектива Юрия Шевчука, отмечающего своё 40-летие.

### Без консервантов. Live (2021)
Весной 2021 года группа отправилась в тур, посвященный 18-летию первого альбома «Без консервантов». Долгое время группа не играла песни из этого альбома, потому что они перестали быть актуальными, но музыканты постарались не переиначивать песни. 2 июля вышла запись концерта на цифровых платформах.
В конце года стало известно о том, что группа работает над двойным альбомом «Диссонанс», релиз которого запланирован на весну 2022 г. 3 декабря 2021 г. в «Чартовой Дюжине» «Нашего радио» стартовал сингл «Жди меня» — первый с будущего релиза.

### Диссонанс (2022)
10 июня 2022 года группа выпустила альбом «Диссонанс». Альбом состоит из двух частей, которые отличаются друг от друга. По словам Рустема Булатова, первая часть выражает мнение группы о происходящем в мире, а вторая — о любви, дружбе и надежде. Сама группа называет «Диссонанс» альбомом из прошлого, ведь всего одна песня была написана после 24 февраля 2022 года, когда мир сильно изменился. Две песни «Ад» и «Резистор» на стриминговых сервисах не вошли в альбом из-за их содержания, но их можно послушать отдельно.
В ходе тура группа сыграла песни из первой части альбома, а также другие песни, соответствующие духу времени. Вторая часть альбома будет сыграна в новой акустической программе.

### XXV лет (2023)
11 января 2023 года группа объявила о новом концертном туре, посвященному 25-летнему юбилею группы. Музыканты в ходе тура сыграют самые знаковые песни.
28 марта была перезаписана песня «Гореть» из альбома «Правда?» (2007). Клип для этой песни был создан с помощью технологий искусственного интеллекта.
12 сентября было объявлено о продолжении тура в честь 25-летия группы. Вторая часть тура будет иметь акустическую программу.

### «Над пропастью…» и тур «Три пути» (2024 — н.в.)
16 февраля 2024 года группа сообщила, что впервые в своей истории готовит программу с симфоническим оркестром, в которую войдут песни всех периодов. Также группа планирует выпустить запись концерта в аудио- и видеоформате.
5 апреля 2024 года в эфире «Нашего радио» состоялась премьера новой песни «Над пропастью…», которая была вдохновлена романом «Над пропастью во ржи».
12 апреля вышел второй мини-альбом «Над пропастью… (& Orchestra)», в который вошел одноименный сингл, а также песни «Не надо снов» и «Sid & Nancy», которые были записаны в новых аранжировках.
В рамках подготовки к концертам с симфоническим оркестром группа записала документальный фильм о том, как проходила запись мини-альбома «Над пропастью..».
26 июля группа выпустила концертный альбом, состоящий из аудио- и видеоверсий концерта в Москве, — «Lumen & Orchestra (Live)».
Осенью группа планирует отправиться в тур, посвященный двадцатилетию альбома «Три пути» (2004).

## Дискография

### Студийные альбомы
- 2003 — Без консервантов
- 2004 — Три пути
- 2005 — Свобода
- 2007 — Правда?
- 2009 — Мир
- 2012 — На части
- 2013 — Нет времени для любви
- 2016 — Хроника бешеных дней
- 2020 — Покажите Солнце
- 2022 — Диссонанс

### Мини-альбомы
- 2019 — Культ пустоты[34]
- 2024 — Над пропастью… (& Orchestra)

### Концертные альбомы
- 2002 — Live in Navigator Club
- 2005 — Одной крови
- 2006 — Дыши
- 2007 — Буря
- 2011 — Лабиринт
- 2014 — Акустика[35]
- 2015 — Всегда 17 — всегда война[36][37]
- 2019 — XX LIVE
- 2021 — Без консервантов. Live
- 2024 — Lumen & Orchestra (Live)
- 2025 — Три пути. 20 лет

### Сборники
- 2007 — The Best
- 2018 — XX лет. Избранное
- 2018 — Забытое и найденное

### Синглы
- 2002 — Пассатижи
- 2008 — TV No More
- 2015 — Наши имена (совместно с группой «Порнофильмы»)
- 2016 — Голоса мира
- 2016 — За то, чего нет (трибьют к проекту «Иллюминатор»)
- 2016 — Истина
- 2020 — Смерч
- 2020 — Хороший царь и знакомая вонь (трибьют Гражданской Обороне)
- 2020 — Весна
- 2020 — Не сейчас!
- 2020 — Электричество
- 2020 — Не стреляй (трибьют ДДТ)
- 2021 — Жди меня
- 2022 — Любовь
- 2022 — Зол
- 2023 — Гореть
- 2024 — Над пропастью…
- 2025 — Сам пойму (совместно с исполнительницей «Аня из Питера»)

### Саундтреки
- 2009 — Беги (песня, прозвучавшая в фильме На игре)
- 2019 － Тёмные ночи. Бэтмен. Металл.

### Радиосинглы
| Год  | Композиция                       | Чарты          | Чарты                 | Альбом                       |
| Год  | Композиция                       | Чартова дюжина | Хит-парад двух столиц | Альбом                       |
| ---- | -------------------------------- | -------------- | --------------------- | ---------------------------- |
| 2002 | Сид и Нэнси                      | 1              | -                     | Без консервантов             |
| 2003 | Кофе                             | 4              | -                     | Без консервантов             |
| 2004 | C4                               | 1              | -                     | Три пути                     |
| 2004 | До свиданья                      | 6              | -                     | Три пути                     |
| 2005 | Сколько?                         | 1              | -                     | Три пути                     |
| 2005 | Не спеши                         | 1              | -                     | Одной крови                  |
| 2005 | Думаешь нет, говоришь да         | 4              | -                     | Свобода                      |
| 2005 | Детки                            | 7              | -                     | Свобода                      |
| 2006 | Тень                             | 11             | -                     | Правда?                      |
| 2008 | Гореть                           | 6              | -                     | Правда?                      |
| 2010 | Лабиринт                         | -              | 5                     | Мир                          |
| 2011 | Не надо снов                     | 1              | -                     | Мир                          |
| 2011 | Секунда                          | 8              | -                     | Мир                          |
| 2011 | Нули и единицы                   | 1              | -                     | Лабиринт (Live)              |
| 2012 | Не простил                       | 4              | -                     | На части                     |
| 2012 | На части                         | 6              | -                     | На части                     |
| 2013 | Небо в огне                      | 6              | -                     | На части                     |
| 2013 | Дух времени                      | 4              | -                     | На части                     |
| 2013 | Прости                           | 1              | -                     | Нет времени для любви        |
| 2014 | Кроме любви                      | 8              | -                     | Нет времени для любви        |
| 2015 | Наши имена (Порнофильмы и Lumen) | 1              | -                     | Неальбомный сингл            |
| 2016 | Голоса мира                      | 1              | -                     | Хроника бешеных дней         |
| 2017 | Домой                            | 1              | -                     | Забытое и найденное          |
| 2018 | Пули                             | 6              | -                     | Забытое и найденное          |
| 2019 | Тем, кто топчет землю            | 1              | -                     | Культ пустоты                |
| 2020 | Смерч                            | 1              | -                     | Покажите Солнце              |
| 2020 | Электричество                    | 1              | -                     | Покажите Солнце              |
| 2021 | Жди меня                         | 6              | -                     | Диссонанс                    |
| 2022 | Любовь                           | 1              | -                     | Диссонанс                    |
| 2023 | Зол [премьера в 'ЧД' 3 февраля]  | -              | -                     | Диссонанс                    |
| 2024 | Над пропастью…                   | 1              | -                     | Над пропастью… (& Orchestra) |

## Состав группы

### Текущий состав
- Рустем «Тэм» Булатов — вокал, семплы, клавишные, шумы (1997— настоящее время)
- Игорь «Гарик» Мамаев — гитара, акустическая гитара, бас гитара, клавишные, программирование, бэк-вокал (1997— настоящее время)
- Денис «Дэн» Шаханов — ударные (1997— настоящее время)
- Евгений «Шмель» Тришин — бас-гитара (2007— настоящее время)

### Бывшие участники
- Евгений «Джон» Огнёв — гитара (1997—2001); бас-гитара (2001—2007)

### Технический персонал
- Вадим Базеев — директор, ранее менеджер и сессионный гитарист (2005— настоящее время)

## Видеография

### DVD
- Дыши — Live at club Port, Санкт-Петербург (2006)
- Буря — Live at club B1, Москва (2007) (был переиздан в 2009 году с дополнительными треками)
- RECORD Мира — документальный фильм о записи одноимённого альбома, Краснодар. Входит в коллекционное издание альбома «Мир», изданное ограниченным тиражом в 2010 году (2010)
- Акустика — центр им. Мейерхольда, Москва (2014)
- Всегда 17 — всегда война — Stadium Live, Москва (2015)

## Клипы
- Сид и Нэнси — 2003
- Сколько? — 2006
- Государство — 2006. Live club Port, Санкт-Петербург
- Иди в отмах — 2008. Live at B1 Maximum, Москва
- Вся вера и любовь этого мира— 2009. Режиссёр Иван Егоров, Havefunvisuals
- Лабиринт — 2010, клип снятый в Нью-Йорке режиссёром Евгением Курицыным
- Не надо снов — 2011. Художник: Альберт Урманов
- Тень — 2012. Режиссёр: Евгений Тамецкий
- Не простил — 2012. Режиссёр: Евгений Тамецкий
- Дух времени — 2012. Режиссёр: Ирина Волкова
- На части — 2013. Режиссёр: Егор Абраменко
- Карусель — 2013. Режиссёр и оператор: Евгений Тамецкий
- Ангелы здесь — 8 марта 2014 года. Режиссёр: Евгений Тамецкий
- Кроме любви — 14 марта 2014 года. Запись в Pocket Studio
- Небо в огне — 13 мая 2014 года. Режиссёр: Андрей Кочкин
- Голоса мира — 11 марта 2016 года. Режиссёр: Александр Маков. Оператор: Михаил Якунин
- Истина — 11 октября 2016. Режиссёр: Александр Маков. Оператор-постановщик: Михаил Якунин
- Страх — 7 октября 2019 года.
- Не сейчас — 25 мая 2020 года. Клип, составленный из фанатских видео. Режиссёр монтажа: Максим Дианов.
- Электричество — 10 июля 2020 года. Производство видео: Алексей Егоров.
- Гореть — 29 марта 2023 года. Клип, созданный при помощи нейросетей. Создатель: Александр Зорилов.

## Концертные туры
- 2005 — Три пути
- 2006 — Свобода
- 2007 — Правда?
- 2008 — Буря (часть 1)
- 2008 — Буря (часть 2)
- 2009 — Мир (часть 1)
- 2009 — Мир (часть 2)
- 2010 — Мир (часть 3)
- 2010 — Лабиринт
- 2011 — Остаться собой!
- 2012 — На части (часть 1)
- 2013 — На части (часть 2)
- 2013 — Нет времени для любви (часть 1)
- 2014 — Нет времени для любви (часть 2)
- 2014 — Небо в огне (часть 1)
- 2015 — Небо в огне (часть 2)
- 2015 — Всегда 17 — всегда война (часть 1)
- 2016 — Всегда 17 — всегда война (часть 2)
- 2017 — Хроника бешеных дней
- 2018 — XX лет (часть 1)
- 2018 — XX лет (часть 2)
- 2019 — Страх
- 2020 — Электричество
- 2021 — Без консервантов
- 2022 — Покажите Солнце
- 2022 — Диссонанс
- 2023 — XXV лет (часть 1)
- 2023 — XXV лет (часть 2)
- 2024 — Lumen & Orchestra
- 2024 — Три пути. 20 лет альбому

## Награды и номинации
| Год  | Награда      | Номинация                 | Результат |
| ---- | ------------ | ------------------------- | --------- |
| 2002 | Бумеранг     | Лучшая группа/исполнитель | Победа    |
| 2005 | ZD Awards    | Альтернатива              | Номинация |
| 2005 | Бумеранг     | Лучшая группа/исполнитель | Победа    |
| 2005 | Бумеранг     | Лучший релиз — «Свобода»  | Победа    |
| 2005 | Бумеранг     | Лучшая песня — «Сколько?» | Номинация |
| 2007 | Премия Fuzz  | Лучшая новая группа       | Победа    |
| 2007 | RAMP         | Группа года               | Победа    |
| 2007 | RAMP         | Альбом года — «Правда?»   | Победа    |
| 2008 | Премия Fuzz  | Лучшая группа             | Номинация |
| 2008 | Премия Fuzz  | Лучший альбом — «Правда?» | Победа    |
| 2008 | Премия Fuzz  | Лучшая песня — «Буря»     | Номинация |
| 2008 | Степной волк | Песня — «Государство»     | Номинация |
| 2008 | RAMP         | Группа года               | Победа    |
| 2009 | RAMP         | Группа года               | Номинация |
| 2009 | RAMP         | Альбом года — «Мир»       | Победа    |
| 2009 | ZD Awards    | Альтернатива              | Победа    |